# 中村太一 (歴史学者)
中村 太一（なかむら たいち、1966年3月 - ）は、日本の歴史学者。専門は日本古代史（都市・交通・流通経済）。北海道教育大学教授。博士（歴史学）（國學院大學・1995年）。東京都練馬区生まれ。

## 研究
専門は日本古代史。古代の交通と交通路、古代の流通経済システム、都城制（藤原京・平安京）の研究が中心。

## 経歴

### 学歴
- 1988年　國學院大學文学部史学科卒業
- 1992年　國學院大學大学院文学研究科日本史学専攻博士課程前期修了
- 1995年　國學院大學大学院文学研究科日本史学専攻博士課程後期修了、「日本古代計画道路の研究」で博士（歴史学）の学位を取得

### 職歴
- 1988年　株式会社日経リサーチ
- 1993年　日本学術振興会特別研究員（DC）
- 1995年　日本学術振興会特別研究員（PD）、國學院大学文学部非常勤講師、國學院大学栃木短期大学非常勤講師
- 2000年　国立歴史民俗博物館非常勤講師（COE研究員）、北海道教育大学釧路校助教授
- 2007年　北海道教育大学釧路校准教授
- 2013年　北海道教育大学釧路校教授

## 著書

### 論文（一部）
- 「山陽道美作支路の復原的研究」（『歴史地理学』第150号、pp.22-34、1990年）
- 「大和国における計画道路体系の形成過程」（『国史学』第152号、pp.1-32、1995年）
- 「藤原京と『周礼』王城プラン」（『日本歴史』第582号、pp.91-100、1996年）
- 「港津の構造－じょうべのま遺跡に関する一試論」（『古代交通研究』第3号、pp.73-78、1997年）
- 「陸奥・出羽地域における古代駅路とその変遷」（『国史学』第179号、pp.1-37、2003年）
- 「古代・中世都市生活史データベースの構築」（『国立歴史民俗博物館研究報告』第113号、pp.269-291、2004年）
- 「日本古代の交易者－目的とその類型－」（『国立歴史民俗博物館研究報告』第113号、pp.11-33、2004年）
- 「日本古代国家形成期の都鄙間交通－駅伝制の成立を中心に－」（『歴史学研究』第820号、pp.25-34、2006年）
- 「日本古代の都鄙間交易－交易圏モデルの再検討から－」（『国史学』第191号、pp.123-149、2007年）
- 「古代の上津道」（『大美和』第121号、pp.28-36、2011年）
- 「平安京東西市の空間構造（上）―図面史料の再検討―」（『国史学』第224号、pp.1-33、2018年）
- 「平安京東西市の空間構造（下）―東市の構造とその要素―」（『国史学』第225号、pp.21-48、2018年）
- 「応永の外寇と「諸社怪異」」(『 日本歴史』第873号、pp.55-64、2021年)
- 「『出雲国風土記』の通道記事とその路線復原－推定復原図作成に関する覚え書き－」(『島根県古代文化センター研究論集』第27号、pp.61-102、2022年)
- 「藤原京から平城京へ－条坊制の形成－」(『歴史評論』第873号、pp.15-29、2023年)
- 「京東・京南・京南辺条条里と平城京」(『条里制・古代都市研究』第38号、pp.21-46、2023年)
- 「稲荷祭の神輿渡御ルート―院政期を中心として―」(『朱』68号、pp.17-37、2025年）

### 単著
- 『日本古代国家と計画道路』（吉川弘文館、1996年）オンデマンド版 2023年　ISBN　9784642722940
- 『日本の古代道路を探す－律令国家のアウトバーン』（平凡社新書、2000年）
- 『日本古代の都城と交通』（八木書店、2020年）

### 共編著
- 『古代王権と交流２ 古代東国の民衆と社会』（名著出版、1994年）
- 『古代を考える 古代道路』（吉川弘文館、1996年）
- 『日本古代の国家と祭儀』（雄山閣出版、1996年）
- 『日本史小百科 交通』（東京堂出版、2001年）
- 『列島の古代史４ 人と物の移動』（岩波書店、2005年）
- 『平安文学と隣接諸科学７ 王朝文学と交通』（竹林舎、2009年）
- 『古代東アジアの道路と交通』（勉誠出版、2011年）
- 『日本古代の王権と東アジア』（吉川弘文館、2012年）
- 『古代山国の交通と社会』（八木書店、2013年）
- 『「道」の文化史－街道が育んだ豊かな歴史』（中国地方総合研究センター、2013年）
- 『日本古代の交通・交流・情報３』（吉川弘文館、2016年）
- 『日本古代の道路と景観』（八木書店、2017年）
- 『子どもの“総合的な能力”の育成と生きる力』（北樹出版、2017年）
- 『古代文学と隣接諸学８ 古代の都城と交通』（竹林舎、2019年）
- 『出雲国風土記－地図・写本編－』(八木書店、2022年)
- 『古代の交通と神々の景観―港・坂・道―』（八木書店、2023年)
- 『歩いて学ぶ日本古代史２ 律令国家の成立と天平の世』（吉川弘文館、2025年）